# Kanton Pleaux
Der Kanton Pleaux war von 1790 bis 2015 ein französischer Wahlkreis im Département Cantal und in der damaligen Region Auvergne. Er umfasste acht Gemeinden im Arrondissement Mauriac; sein Hauptort (frz.: chef-lieu) war Pleaux.

## Geschichte
Der Kanton wurde am 4. März 1790 im Zuge der Einrichtung der Départements als Teil des damaligen „District de Mauriac“ gegründet. Mit der Schaffung der Arrondissements am 17. Februar 1800 wurde der Kanton dem Arrondissement Mauriac zugeordnet und neu zugeschnitten. Die landesweiten Änderungen in der Zusammensetzung der Kantone brachten im März 2015 seine Auflösung.

## Gemeinden
| Gemeinde              | Einwohner Jahr | Fläche km² | Bevölkerungsdichte | Code INSEE | Postleitzahl |
| --------------------- | -------------- | ---------- | ------------------ | ---------- | ------------ |
| Ally                  | 635 (2013)     | 23,11      | 27 Einw./km²       | 15003      | 15700        |
| Barriac-les-Bosquets  | 153 (2013)     | 12,80      | 12 Einw./km²       | 15018      | 15700        |
| Brageac               | 66 (2013)      | 12,23      | 5 Einw./km²        | 15024      | 15700        |
| Chaussenac            | 229 (2013)     | 16,13      | 14 Einw./km²       | 15046      | 15700        |
| Escorailles           | 77 (2013)      | 2,79       | 28 Einw./km²       | 15064      | 15700        |
| Pleaux                | 1.541 (2013)   | 92,39      | 17 Einw./km²       | 15153      | 15700        |
| Sainte-Eulalie        | 202 (2013)     | 14,51      | 14 Einw./km²       | 15186      | 15140        |
| Saint-Martin-Cantalès | 155 (2013)     | 19,59      | 8 Einw./km²        | 15200      | 15140        |